# アリア・イン・ジャズ
『アリア・イン・ジャズ』は宝塚歌劇団の作品。

## 月組 宝塚大劇場公演
形式名は「グランド・ショー」。24場。
公演期間は1969年7月5日から8月5日まで。
併演は『怒涛の果て』。

### スタッフ
- 作・演出：鴨川清作
- 音楽：中井光晴、入江薫、寺田瀧雄
- 音楽指揮：橋本和明、溝口尭
- 歌唱指導：水島早苗
- 振付：岡正躬、県洋二、朱里みさを、アキコ・カンダ、浦辺日佐夫
- 装置：黒田利邦
- 衣装：静間潮太郎
- 照明：今井直次
- 小道具：上田特市
- 効果：東信行
- 演出補：酒井澄夫
- 演出助手：草野旦
- 製作：小辻糺

参考文献：『宝塚歌劇の60年別冊』

### 主な出演
- 歌う男：麻鳥千穂（7月20日まで）、甲にしき（7月20日まで）、古城都、水はやみ、大滝子
- 歌手：笹潤子
- 踊る男：清はるみ、川路真沙、榛名由梨
- 踊る女：雛とも子、大海竜子、千草美景、近衛杏、砂夜なつみ

参考文献：『宝塚歌劇の60年別冊』

## 月組 東京宝塚劇場公演
公演期間は1969年9月6日から9月26日まで。
主なスタッフに鴨川清作がいる。
併演は『舞三代』。